# André Charles Victor Reille
André Charles Victor Reille (Parigi, 23 luglio 1815 – Antibes, 19 gennaio 1887) è stato un generale francese.

## Biografia

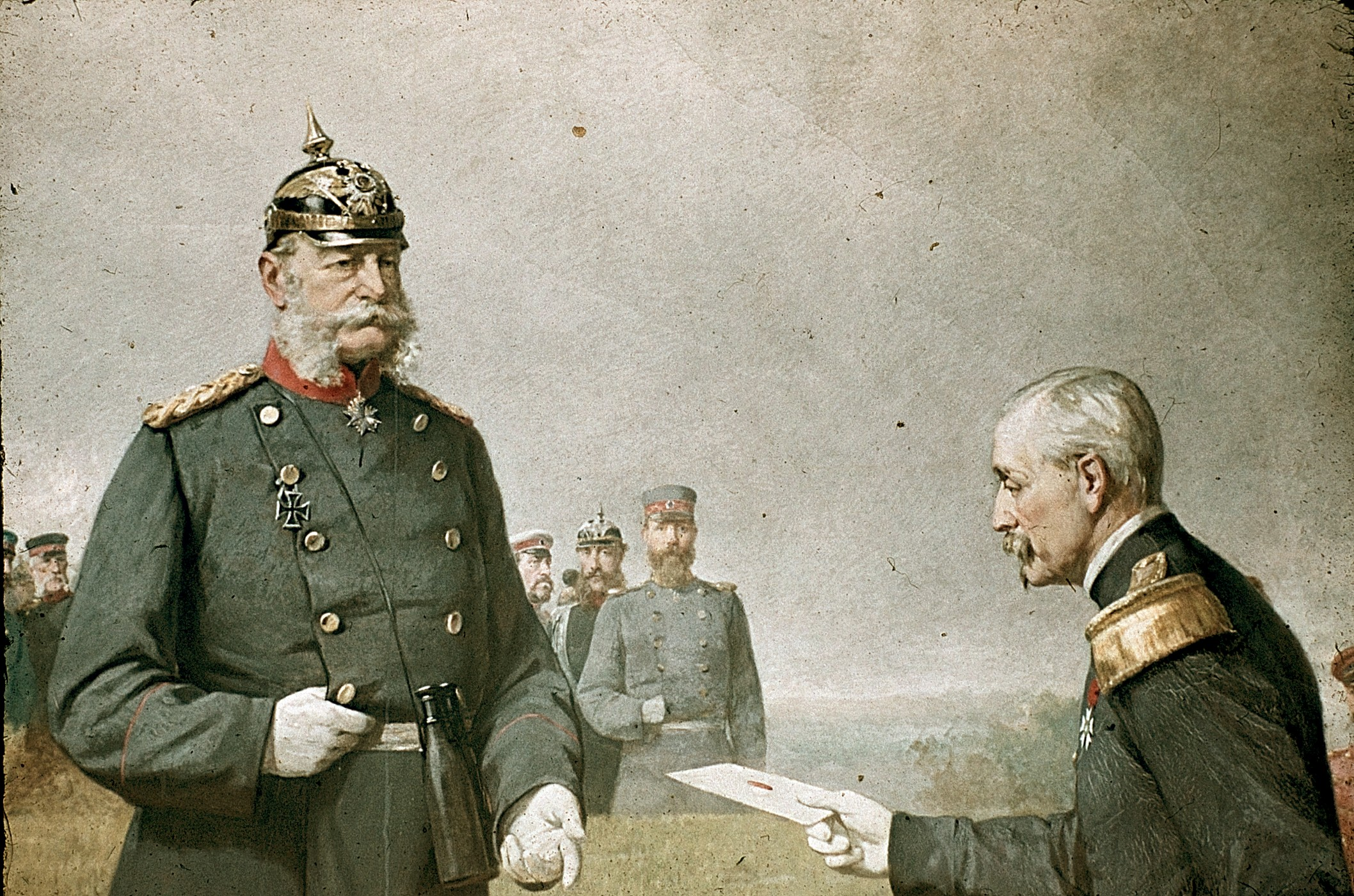
André Charles Victor Reille consegna la resa di Napoleone III al re di Prussia Guglielmo I dopo la sconfitta dei francesi nella battaglia di Sedan. Particolare di un dipinto di Carl Constantin Heinrich Steffeck.

Figlio del maresciallo napoleonico Honoré Charles Reille, venne tenuto a battesimo dal maresciallo Andrea Massena.
Frequentò ancora giovanissimo la scuola militare di Saint-Cyr, da cui uscì nel 1835 col grado di sottotenente di cavalleria. Nel 1838 passò allo stato maggiore e venne promosso tenente, partendo poi alla volta dell'Algeria nel 1840, dove ebbe modo di distinguersi sul colle di Mouzaia; a seguito di quest'azione ottenne la Legion d'onore per il coraggio dimostrato sul campo di battaglia.
Capitano nel 1841, in quello stesso anno venne nominato aiutante di campo del generale Nicolas Charles Oudinot, promosso chef d'escadron nel 1851 e tenente colonnello nel 1855, prendendo parte alla guerra di Crimea ed all'assedio di Sebastopoli.
Nominato colonnello nel 1859, divenne aiutante di campo dell'imperatore Napoleone III durante tutta la campagna in Italia dopo la quale, nel 1865, venne promosso generale di brigata; ottenne il comando del primo campo di Châlons dal marzo al giugno del 1868.
Il 10 marzo 1870 si sposò con la contessa Louise Charlotte de Barbentane.
Durante la guerra franco-prussiana, consegnò personalmente a re Guglielmo I di Prussia la lettera di resa di Napoleone III, a seguito della sconfitta della Francia nella battaglia di Sedan. Accompagnò l'imperatore anche durante la sua prigionia, ma venne tenuto in grande considerazione anche durante la successiva repubblica francese che lo nominò generale di divisione nel 1875 ed ispettore generale della cavalleria francese.
Posto in riserva, divenne consigliere generale del cantone di Utelle e presidente del consiglio generale della regione delle Alpes-Maritimes.
Morì ad Antibes il 19 gennaio 1887.